# Стрибки у воду на Чемпіонаті світу з водних видів спорту 1998
Змагання зі стрибків у воду на Чемпіонаті світу з водних видів спорту 1998 відбулися на Челлендж-Стедіумі в Перті (Австралія).

## Таблиця медалей
| Місце               | Країна              | Золото | Срібло | Бронза | Загалом |
| ------------------- | ------------------- | ------ | ------ | ------ | ------- |
| 1                   | Росія (RUS)         | 5      | 1      | 2      | 8       |
| 2                   | КНР (CHN)           | 3      | 6      | 2      | 11      |
| 3                   | Україна (UKR)       | 2      | 0      | 0      | 2       |
| 4                   | Німеччина (GER)     | 0      | 2      | 2      | 4       |
| 5                   | США (USA)           | 0      | 1      | 2      | 3       |
| 6                   | Австралія (AUS)     | 0      | 0      | 2      | 2       |
| Загалом (6 збірних) | Загалом (6 збірних) | 10     | 10     | 10     | 30      |

## Медальний залік

### Чоловіки
| Дисципліна               | Золото                                 | Срібло                                          | Бронза                                             |
| Трамплін, 1 м            | Чжочен Юй (CHN) 417.54                 | Трой Дюмей (USA) 415.74                         | Голґер Шлеппс (GER) 398.31                         |
| Трамплін, 3 м            | Дмитро Саутін (RUS) 746.79             | Їлінь Чжоу (CHN) 694.92                         | Василь Лісовський (RUS) 651.60                     |
| Вишка, 10 м              | Дмитро Саутін (RUS) 750.90             | Тянь Лян (CHN) 699.30                           | Ян Гемпель (GER) 624.15                            |
|                          |                                        |                                                 |                                                    |
| Синхронний трамплін, 3 м | Хао Сюй (CHN) Чжочен Юй (CHN) 313.50   | Александер Меш (GER) Голґер Шлеппс (GER) 308.28 | Дін Пуллар (AUS) Шеннон Рой (AUS) 305.16           |
| Синхронна вишка, 10 м    | Тянь Лян (CHN) Сунь Шувей (CHN) 326.34 | Ян Гемпель (GER) Міхаель Кюне (GER) 308.01      | Ігор Лукашин (RUS) Олександр Варламов (RUS) 304.02 |

### Жінки
| Дисципліна               | Золото                                           | Срібло                                  | Бронза                                      |
| Трамплін, 1 м            | Ірина Лашко (RUS) 296.07                         | Віра Ільїна (RUS) 288.06                | Чжан Цзін (CHN) 260.31                      |
| Трамплін, 3 м            | Юлія Пахаліна (RUS) 544.62                       | Го Цзінцзін (CHN) 518.76                | Шантелл Мічелл (AUS) 515.07                 |
| Вишка, 10 м              | Олена Жупіна (UKR) 550.41                        | Юйянь Цай (CHN) 536.25                  | Лі Чень (CHN) 519.45                        |
|                          |                                                  |                                         |                                             |
| Синхронний трамплін, 3 м | Ірина Лашко (RUS) Юлія Пахаліна (RUS) 282.30     | Лан Жао (CHN) Жунцзюань Лі (CHN) 276.18 | Трейсі Боннер (USA) Кеті Песек (USA) 263.91 |
| Синхронна вишка, 10 м    | Олена Жупіна (UKR) Світлана Сербіна (UKR) 278.28 | Юйянь Цай (CHN) Лі Чень (CHN) 276.54    | Крістін Лінк (USA) Ліндсі Лонґ (USA) 265.47 |